# Nancy Carroll (actriz inglesa)
Nancy Carroll (Brístol, 1974) es una actriz inglesa de teatro, cine y televisión.
Egresada del London Academy of Music and Dramatic Art, ha recibido diversos reconocimientos en el ámbito teatral, entre ellos el Premio Laurence Olivier en la categoría mejor actriz en 2011 por su rol de Joan en la obra After The Dance estrenada en el Royal National Theatre de Londres y un Premio Evening Standard Theatre por el mismo rol el mismo año. Su debut profesional fue en 1999 con el papel de Ophelia en la obra de teatro de Hamlet en Bristol Old Vic.

## Premios y nominaciones
| Año  | Premio                          | Categoría    | Trabajo         | Resultado | refs  |
| ---- | ------------------------------- | ------------ | --------------- | --------- | ----- |
| 2011 | Premio Laurence Olivier         | Mejor actriz | After The Dance | Ganadora  | [ 1 ] |
| 2011 | Premio Evening Standard Theatre | Mejor actriz | After The Dance | Ganadora  | [ 2 ] |